# Vianinha (futebolista)
Marins Alves de Araújo Viana, mais conhecido como Vianinha (São Roque, 10 de maio de 1909 – São Paulo, 7 de maio de 1972), foi um futebolista brasileiro que atuava como zagueiro.
É um dos primeiros brasileiros a atuar pelo Sporting CP, clube de futebol de Portugal.

## Carreira
Começou no futebol amador em São José do Rio Preto. Quando foi estudar em São Paulo, o zagueiro defendeu o CA Paulista e o Corinthians.
Fernando Giudicelli — um dos primeiros brasileiros a optar pela carreira de jogador profissional na Europa, numa época em que o futebol no Brasil ainda era um esporte amador, e que também atuou como agente de jogadores, ajudando jogadores sul-americanos a se envolverem com clubes europeus — convenceu Vianinha, em 1935, juntamente com o goleiro do Corinthians Jaguaré, a se juntar a ele para jogar em um clube da Itália. Após a viagem através do Atlântico, seu primeiro porto de escala foi Lisboa, onde receberam notícias do início da Segunda Guerra Ítalo-Abissínia. Por isso, decidiram não continuar a viagem até o destino pretendido. No entanto, logo foram contratados pelo Sporting CP onde foram os primeiros brasileiros na história do clube.
Vianinha permaneceu no Sporting e conquistou em 1936 com o clube a única segunda edição do campeonato nacional.[carece de fontes?] Ele também fez parte da equipe que sofreu na segunda rodada, em 22 de março de 1936, uma derrota histórica por 1 a 10 no Porto contra o FC Porto.[carece de fontes?] Ao todo, ele disputou 28 partidas pelo Sporting, marcando um gol.[carece de fontes?]
Mais tarde naquele ano de 1936, jogou nos primeiros estágios da temporada da liga francesa 1936/37 pelo FC Antibes ao lado de Giudicelli, atuando em cinco partidas, onde marcou dois gols.
Em 1937, retornou a Portugal, desta vez se tornando o primeiro brasileiro no FC Porto.[carece de fontes?] Estreou no dia 14 de março de 1937, onde os portistas venceram o Carcavelinhos FC por 4-2 no Campo do Ameal. Vianinha é considerado um dos jogadores mais importantes do time que conquistou o campeonato português de 1936/37. Conta-se que na final do campeonato, frente ao Sporting de Lisboa, manteve em xeque Dados de Soeiro, o mais perigoso dos avançados do Sporting, que em 219 jogos marcou 208 golos, e contribuiu com um golo de grande penalidade, que colocou o Porto em vantagem por 3-1, para a vitória da sua equipa por 3–2. Vianinha foi o primeiro brasileiro a jogar o clássico Sporting-FC Porto pelos dois clubes no campeonato. Ao todo, disputou 41 partidas oficiais pelo clube.[carece de fontes?]
Quando retornou ao Brasil em 1940 jogou no Santos Futebol Clube por 2 anos, seu último clube como jogador profissional. Em 1950/1951 como técnico foi campeão paulista pelo Linense FC na segunda divisão.

### Títulos

#### Jogador
Sporting CP
- Campeonato de Portugal: 1935–36
- Campeonato de Lisboa: 1935–36

FC Porto
- Campeonato de Portugal: 1936–37
- Campeonato Regional do Porto: 1936–37, 1937–38[7]